# Trichonta pulchra
Trichonta pulchra är en tvåvingeart som beskrevs av Gagne 1981. Trichonta pulchra ingår i släktet Trichonta och familjen svampmyggor. Inga underarter finns listade i Catalogue of Life.